# モスクワ芸術座版『かもめ』

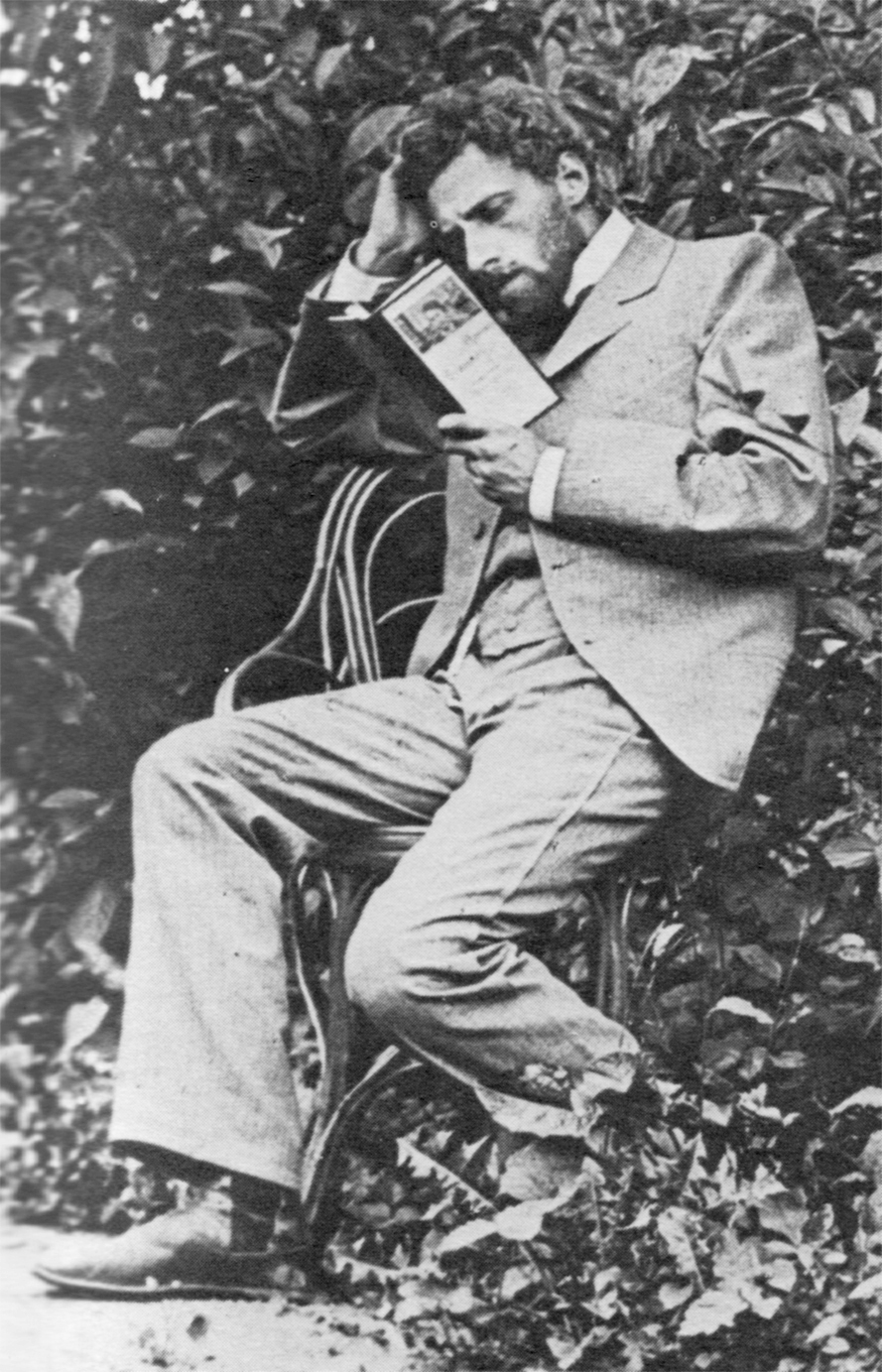
1898年のプーシキノで、フセヴォロド・メイエルホリドがモスクワ芸術座版アントン・チェーホフ『かもめ』のコンスタンチン役を準備している様子。

1898年にモスクワ芸術座で上演されたアントン・チェーホフの『かもめ』 (Чайка)はコンスタンチン・スタニスラフスキーとヴラジーミル・ネミロヴィチ＝ダンチェンコの演出によるもので、まだ新しい劇団であったモスクワ芸術座にとって記念碑的な第一歩となるプロダクションであった。この上演は「ロシアの舞台芸術史における最も偉大な出来事のひとつであり、世界の演劇史における最もすばらしい新展開のひとつでもあった」と称されている。アントン・チェーホフの戯曲『かもめ』のモスクワ初演であったが、この芝居は既に2年前にサンクトペテルブルクで初演されていて、その時の上演は成功とはいえないものであった。ネミロヴィチ＝ダンチェンコはチェーホフの友人であり、初演の批評があまりよくなかった後、再演を渋る原作者チェーホフの抵抗を打ち破って、新しく創設された革新的な劇団であるモスクワ芸術座(MAT)のためこの芝居を演出するようスタニスラフスキーを説得した。この上演は1898年12月29日(ユリウス暦では12月17日)に開幕した。モスクワ芸術座の上演は大成功をおさめたが、これは劇中に登場する日常生活の繊細な表現を忠実に再現し、親密感のある群像劇を作り上げ、当時のロシアのインテリゲンチャに蔓延していた活気と確信に欠ける心理的傾向をうまく反響させていたためであった。この公演により、モスクワ芸術座の特色である独特のリアリズム的作風が完成した。この歴史的上演によってモスクワ芸術座はみずからのアイデンティティを確立し、これを記念するため今日までエンブレムにカモメを採用している。

## 配役
- イリーナ・ニコラーエヴナ・アルカージナ: オリガ・クニッペル
- コンスタンチン・ガヴリーロヴィチ・トレープレフ: フセヴォロド・メイエルホリド
- マリヤ・イリイニチナ・シャムラーエワ (マーシャ)：マリア・リリーナ
- ニーナ: マリヤ・ロクサーノヴァ
- ボリス・アレクセーエヴィチ・トリゴーリン: コンスタンチン・スタニスラフスキー
- ソーリン：ルージスキイ
- ドールン：ヴィシネフスキイ

## スタニスラフスキーの演出コンセプト
ハルキウの近くにある兄弟の地所を1898年8月に訪問していた間に、スタニスラフスキーは戯曲『かもめ』の上演プラン(本人が演出用の「スコア」と呼ぶようになるもの)に着手し、ロシアの田舎における自分の感覚的経験を盛り込むことにした。スタニスラフスキーは役者が空間的・近接的な関係を築けるような小さなスケッチからなるストーリーボードで芝居の重要なポイントをプロットした。それぞれのキャラクターについておのおののリズム、身体的な生き様、立ち居振る舞いの癖などについても極めて詳しく考え、「ほとんど映像的な細部まで」決定した。 このスコアは役者が「よだれをたらしたり、鼻をかんだり、唇をピチャピチャいわせたり、汗をふいたり、歯や爪を細い棒で磨く」時のことまで指示していた。こうした厳しいミザンセーヌのコントロールにより、スタニスラフスキーは芝居の表面の下にサブテクストとして隠れていると考えられる内なるアクションを一貫したやり方で表現できるようにしようとしていた。フセヴォロド・メイエルホリドは、スタニスラフスキーが死の床で「舞台における私の唯一の後継者」と呼んだ演出家で理論にも携わる演劇人であったが、このプロダクションではコンスタンチンを演じている。のちにスタニスラフスキーがこの芝居を扱った際の詩的効果について書き残しており、細かい日常的な描写が人物のアクションに結びつく「チェーホフの散文に隠れた詩」をスタニスラフスキーがうまく生かしたと述べている。スタニスラフスキーの演出用スコアは1938年に出版された。

## 制作プロセス

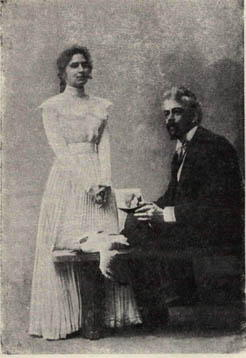
トリゴーリンを演じるスタニスラフスキー(右)

スタニスラフスキーは役者としてはトリゴーリンを演じたいと考えていたが、最初はネミロヴィチ＝ダンチェンコの主張のせいでドーン医師を演じる準備をしていた。しかしながら1898年9月にチェーホフがプロダクションリハーサルに出席した際、トリゴーリンの演技が弱いと感じ、このために再配役が行われた。スタニスラフスキーがトリゴーリン役をすることになり、ネミロヴィチ＝ダンチェンコはこの役を最初スタニスラフスキーにやらせなかったことについて謝罪した。オリガ・クニッペルはアルカージナを演じたが、実生活ではのちにチェーホフの妻になった。
このプロダクションは全部で80時間、24セッションにわたるリハーサルを行っていた。9回はスタニスラフスキー、15回はネミロヴィチ＝ダンチェンコによるセッションであった。こうして当時の慣習的な基準からするとかなり長時間の稽古が行われたにもかかわらず、 スタニスラフスキーはリハーサル不足だと感じ、一週間開幕を遅らせたいという要望をネミロヴィチ＝ダンチェンコが拒否した際にはポスターから自分の名前を削ると脅した。

## 上演と評価
プロダクションは劇場中に危機感が漲る中1898年12月29日(ユリウス暦では12月17日)に開幕した。ほとんどの役者は自分の精神を安定させるべくセイヨウカノコソウのドロップを服用していたという。上演が始まると聴衆は興奮し、ある観客はチェーホフへの手紙で「第1幕で何か特別なことが始まった」と書き送っている。ネミロヴィチ＝ダンチェンコは、長い沈黙の後に、ダムが決壊でもしたかのように観客から喝采がわき起こったと書いている。プロダクションはマスコミからも満場一致で賞賛を受けた。
1899年5月13日(ユリウス暦5月1日)になってやっとチェーホフが上演を見に来たが、これはパラディズ座でセットなし、メイクと衣装だけつけて行ったプロダクションだった。チェーホフは上演を褒めたが、スタニスラフスキー本人の演技についてはそれほど熱中しなかった。チェーホフはスタニスラフスキーのトリゴーリン解釈における「柔らかく意志の弱そうな調子」(これにはネミロヴィチ＝ダンチェンコも同意している)に異を唱えており、ネミロヴィチ＝ダンチェンコに「活を入れるとかなんとかしてほしい」と頼んだ。チェーホフはこの上演のミザンセーヌを記録したスタニスラフスキーのスコアと一緒に戯曲を刊行したいと主張した。チェーホフとスタニスラフスキーの協働は双方の創造的発展にとって不可欠であることが明らかになった。スタニスラフスキーの心理的リアリズムと群像劇作りのおかげで戯曲に隠れていた微妙な細部がうまく出てくるようになり、舞台のために書きたいというチェーホフの気持ちが甦ることになった。チェーホフは台本を説明したり膨らませたりはしたくないと考えており、 このせいでスタニスラフスキーは舞台芸術にとっては新しい手法でテクストの表面に隠れたものを探らざるを得なくなった。